# مركز نصيب الحدودي
مركز نصيب الحدودي أو معبر جابر الحدودي هو أحد المعبرين الحدوديين بين الأردن وسوريا. يقع بين بلدة جابر الأردنية في محافظة المفرق، وبلدة نصيب السورية في محافظة درعا. وهو أكثر المعابر إزدحاماً على الحدود السورية، حيث تنتقل عبره معظم البضائع بين سوريا وكل من الأردن والخليج. بدأ العمل بإنشائه عام 1991 على مساحه من الأرض تبلغ 2,867 دونم، وقد تم استحداث ما مساحته 280,000 متر مربع من مباني وساحات وطرق وأنجز عام 1996. وقد بوشر العمل في المركز في 1997 حيث أصبح يستقبل المسافرين القادمين والمغادرين بمركباتهم الخاصة أو بوسائط النقل العمومية واستقبال الشاحنات القادمة والمغادرة من خلال فرع الشحن كما تم إجراء مشاريع توسعه لزيادة قدرة المركز على تقديم خدمات بمستوى أفضل لزوار البلدين وبسبب ازدياد حركة المسافرين عبر المركز الحدودي حيث تم إنشاء مبنى حديث للقادمين وآخر للمغادرين وثالث للشحن مزوده بكافة الخدمات التي يحتاجها المسافر. وقد تم إغلاق هذا المعبر في عدة مراحل بسبب الظروف السياسية للبلدين. إنه نقطة العبور الرئيسية للصادرات السورية إلى الأردن ودول مجلس التعاون الخليجي.
في أبريل 2015، وقع المعبر تحت سيطرة الجيش السوري الحر وجبهة النصرة خلال معركة معبر نصيب الحدودي. في 6 يوليو 2018، استعاد الجيش السوري معبر نصيب الحدودي. وفي 15 أكتوبر 2018، أعلنت سوريا والأردن إعادة فتح المعبر بعد إغلاق دام ثلاث سنوات.